# マナイア・ヌク
マナイア・ヌク（Manaia Nuku、2002年9月3日 - ）は、ニュージーランドの女子ラグビー選手。

## プロフィール
- ニュージーランドハミルトン出身[1]。
- ポジションはスタンドオフ(SO)。
- 身長 169cm、体重 68kg
- 7人制女子ニュージーランド代表に選ばれている[2]。

## 略歴
2024年、2024パリ五輪の7人制女子ニュージーランド代表に選ばれて金メダル獲得。